# Behrste
Behrste (plattdeutsch Beeß) ist ein kleiner Ortsteil der Gemeinde Estorf im niedersächsischen Landkreis Stade. Zu Behrste gehören die beiden kleineren Ansiedlungen Forst und Hude.

## Geographie
Behrste liegt am rechten Ufer der Oste im Westen des Landkreises Stade zwischen Gräpel im Norden und Elm im Süden. Westlich am anderen Ufer der Oste liegt Nieder Ochtenhausen.

## Geschichte

### Verwaltungsgeschichte
Vor 1885 gehörte Behrste zur Börde Oldendorf im Amt Himmelpforten, nach 1885 zum Kreis Stade und seit 1932 zum jetzigen Landkreis Stade.
Behrste war eine ziemlich kleine Gemeinde und bildete daher ab 1965 mit Oldendorf, Brobergen und Bossel die erste Samtgemeinde Oldendorf.
Im Zuge der Gebietsreform wurde Behrste zum 1. Juli 1972 nach Estorf eingemeindet und in diese in die neue Samtgemeinde Oldendorf eingegliedert.
Die Samtgemeinde Oldendorf fusionierte zum 1. Januar 2014 mit der Samtgemeinde Himmelpforten zur neuen Samtgemeinde Oldendorf-Himmelpforten.

### Einwohnerentwicklung
| Jahr | Einwohner          |
| ---- | ------------------ |
| 1824 | 5 Feuerstellen     |
| 1848 | 49 Leute, 6 Häuser |
| 1871 | 43 Leute, 8 Häuser |
| 1910 | 174*               |
| 1939 | 176                |
| 1961 | 207                |
| 2012 | 150                |

*ab 1910 einschließlich Forst und Hude

## Religion
Behrste ist evangelisch-lutherisch geprägt und gehört zum Kirchspiel der Martinskirche in Oldendorf.
Für die (wenigen) Katholiken ist die St.-Michaelskirche in Bremervörde zuständig, die seit dem 1. September 2010 zur Kirchengemeinde Heilig Geist in Stade gehört.

## Kultur und Sehenswürdigkeiten

### Denkmäler
- Das Kriegerdenkmal befindet sich auf dem örtlichen Friedhof. Auf ihm ist zu lesen, dass im Ersten Weltkrieg acht Soldaten aus Behrste fielen oder vermisst werden und im Zweiten Weltkrieg 21 Soldaten.[5]

### Vereine

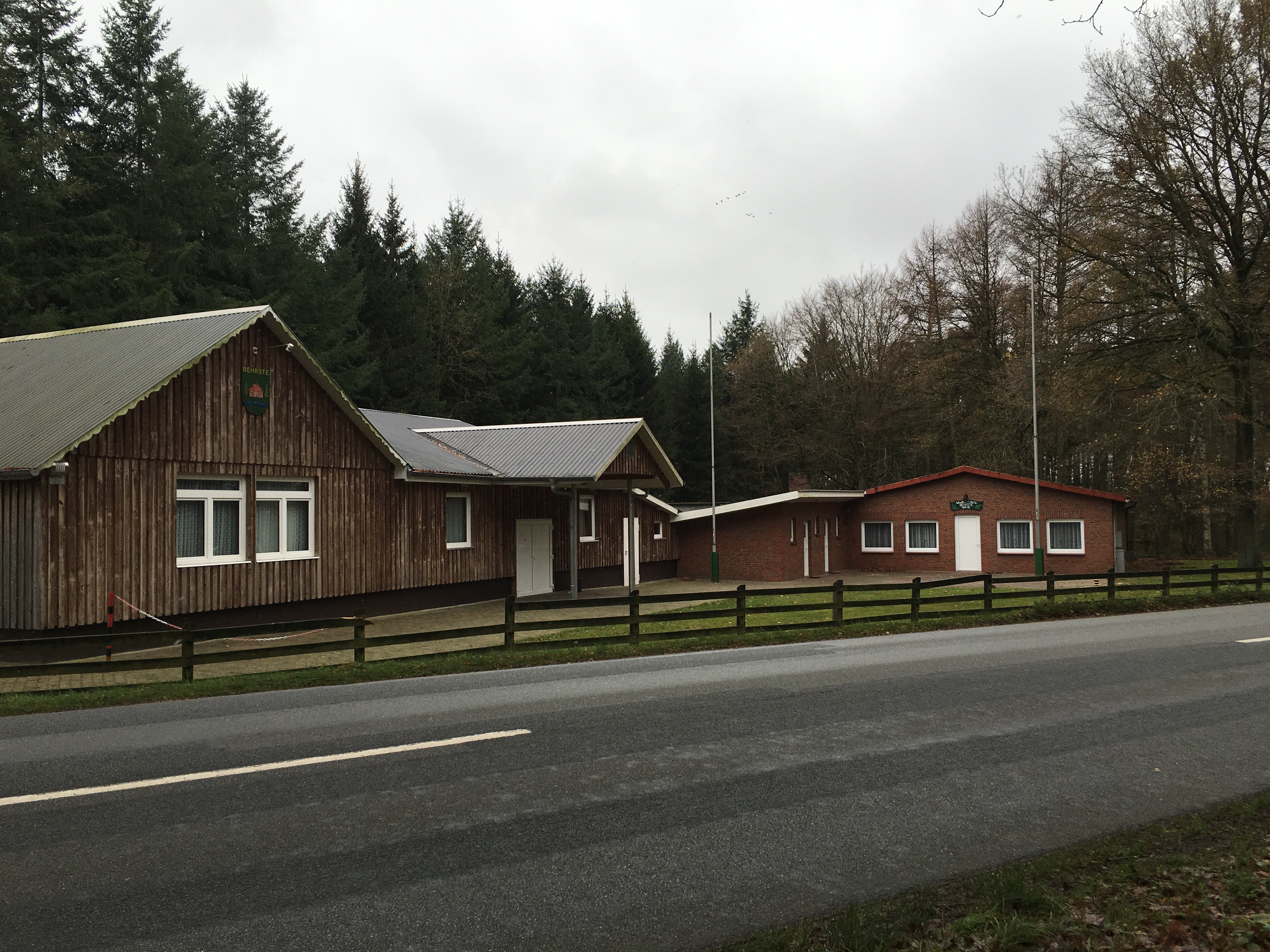
Schützenhaus in Behrste

- Schützenhaus in BehrsteSchützenverein Behrste (gegr. 1950)

## Infrastruktur

### Verkehr
An den Ort führt die Landesstraße 114 längs, die nach Elm und Estorf führt.
Langfristig ist der Bau der Bundesautobahn 20 an Behrste vorbei gebaut. Nahe der Ortslage Hude soll eine Abfahrt entstehen.
Die nächsten Bahnhöfe befinden sich 11 bzw. 15 km entfernt in Bremervörde (Bahnstrecke Bremerhaven–Buxtehude) und Himmelpforten (Niederelbebahn).

### Bildung
Heute existiert keine Schule mehr in Behrste. Die Schüler aus Behrste besuchen die Grundschule in Estorf. Weiterführende Schulen befinden sich in Oldendorf (Oberschule mit Gymnasialzweig), Stade (Vincent-Lübeck-Gymnasium) und Bremervörde (Gymnasium Bremervörde).

## Persönlichkeiten
Seit 2011 lebt der Fotograf Günter Zint in Behrste.